# Starrkrabbspindel
Starrkrabbspindel (Xysticus chippewa) är en spindelart som beskrevs av Willis J. Gertsch 1953. Starrkrabbspindel ingår i släktet Xysticus och familjen krabbspindlar. Enligt den svenska rödlistan är arten nära hotad i Sverige. Arten förekommer i Svealand och Nedre Norrland. Artens livsmiljö är våtmarker. Inga underarter finns listade i Catalogue of Life.